# Emlyn Hooson
Pour les articles homonymes, voir Hooson.
Emlyn Hooson est un avocat et homme politique britannique né le 26 mars 1925 et mort le 21 février 2012.

## Biographie
Originaire du Denbighshire, Emlyn Hooson étudie le droit à Aberystwyth. Il participe à la Seconde Guerre mondiale dans les rangs de la Royal Navy. Après la guerre, il devient avocat (barrister) à Gray's Inn en 1949. Il n'a que 35 ans lorsqu'il devient Conseiller de la reine en 1960. En 1966, il est l'avocat de la défense de Ian Brady dans l'affaire des meurtres de la lande.
Membre du Parti libéral, Hooson représente la circonscription de Montgomeryshire à la Chambre des communes de 1962 à 1979. Il dirige la branche galloise du Parti libéral de 1966 à 1979, puis de 1983 à 1985. En juillet 1979, après sa défaite aux élections générales, il est titré « baron Hooson de Montgomery dans le comté de Powys et Colomendy dans le comté de Clwyd », ce qui lui permet de continuer à siéger au Parlement, mais dans la Chambre des lords, en tant que pair à vie.